# Saint-Victour
Saint-Victour – miejscowość i gmina we Francji, w regionie Nowa Akwitania, w departamencie Corrèze.
Według danych na rok 1990 gminę zamieszkiwały 142 osoby, a gęstość zaludnienia wynosiła 10 osób/km² (wśród 747 gmin Limousin Saint-Victour plasuje się na 479. miejscu pod względem liczby ludności, natomiast pod względem powierzchni na miejscu 463.).